# Nati nel 1207
| Questa pagina contiene informazioni ricavate automaticamente dalle voci biografiche con l'ausilio del template Bio e di un bot. L'aggiornamento è periodico e automatico e ricostruisce completamente la pagina. Se manca una persona in questa lista, sei pregato di non aggiungerla, ma accertati piuttosto che la sua voce biografica contenga il template Bio e che i dati anagrafici siano correttamente compilati. Se il template Bio manca, inseriscilo tu stesso o, in alternativa, metti l'avviso {{tmp\|Bio}} che ne segnala la mancanza. Se i dati riportati sono sbagliati, correggi direttamente la voce biografica; le modifiche saranno visibili in questa lista entro pochi giorni. Per chiarimenti vedi il progetto biografie. La lista contiene solo le 11 persone che sono citate nell'enciclopedia e per le quali è stato implementato correttamente il template Bio. Pagina aggiornata al 19 ott 2024. |

- 24 giugno - Giovanni Battista Forzatè, vescovo cattolico italiano († 1283)
- 8 settembre - Sancho II del Portogallo, re portoghese († 1248)
- 30 settembre - Jalal al-Din Rumi, poeta e mistico persiano († 1273)
- 1º ottobre - Enrico III d'Inghilterra, re († 1272)
- Elisabetta d'Ungheria, nobile e santa ungherese († 1231)
- Enrico II di Brabante, duca († 1248)
- Elena Enselmini, religiosa italiana († 1231)
- Filippo I di Savoia, conte († 1285)
- Ubaldo Visconti di Gallura († 1238)
- Ottone Visconti, arcivescovo e nobile italiano († 1295)
- Adelasia di Torres († 1259)